# 伍觉天
伍觉天（1910年9月—2007年11月30日），广东海丰人，中国政治人物，曾任中国致公党中央委员会副主席、名誉副主席。